# Onze-Lieve-Vrouwekerk (Merchtem)

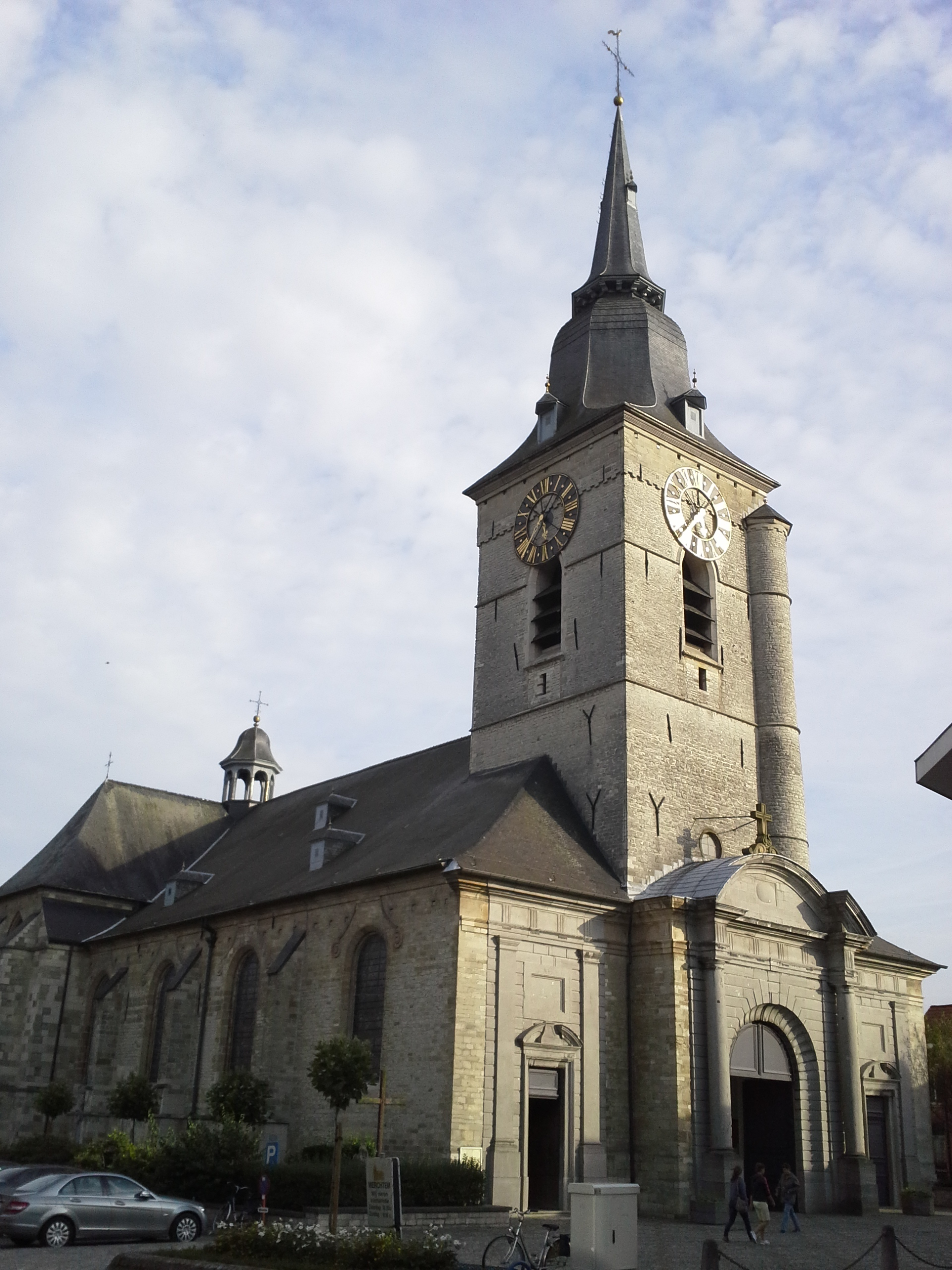
Onze-Lieve-Vrouwekerk

De Onze-Lieve-Vrouwekerk is de parochiekerk van de Vlaams-Brabantse plaats Merchtem, gelegen aan Kerkstraat 14.

## Geschiedenis
In de 2e helft van de 8e eeuw was er waarschijnlijk al een kerk in Merchtem. Deze werd verlaten en in de 10e eeuw of eerder werd een kerk gebouwd nabij de burcht. Dit was aanvankelijk mogelijk een eigenkerk. De kerk werd uiteindelijk een aan Sint-Petrus gewijde parochiekerk en rondom burcht en kerk ontwikkelde zich het dorp Merchtem. Van 1120-1559 berustte het patronaatsrecht van de kerk bij de Abdij van Affligem.
In 1355 kwam het beeld van Onze-Lieve-Vrouw ter Nood naar Merchten, wat als een mirakel werd beschouwd. De kerk werd een bedevaartoord en de parochie werd sindsdien aan Onze-Lieve-Vrouw gewijd.
De toren van de huidige kerk is vermoedelijk 14e-eeuws. Omstreeks 1479 werd het koor herbouwd en vergroot. Omstreeks 1571 werd de Kerk zwaar getroffen door brand. In de 17e eeuw werden veel kunstwerken in barokstijl toegevoegd. In 1776 werd het koor getroffen door brand. Omstreeks 1782 werd een nieuw hoofdaltaar aangebracht.
In 1815 sloeg de bliksem in de toren in, waarna de toren vernieuwd en verhoogd werd.
Vanaf 1968 werden restauratiewerken uitgevoerd. In 1969 stortte bij deze werkzaamheden een pilaar in en daarbij ook een deel van het gewelf. De kerk moest worden gesloten en kwam pas in 1989 weer in gebruik.

## Gebouw
Het betreft een georiënteerde pseudobasiliek met ingebouwde westtoren. De oudste delen van de toren zijn 14e-eeuws en het schip is 17e-eeuws. Er is een noordelijk Onze-Lieve-Vrouwe zijaltaar en een zuidelijk Sint-Antonius zijaltaar. Het koor werd in het 4e kwart van de 15e eeuw en in het 4e kwart van de 18e eeuw aangepast.
De kerk is voornamelijk in Lediaanse steen opgetrokken. Tussen schip en koor bevindt zich een dakruiter. De ingebouwde westtoren heeft drie geledingen en het westportaal is in classicistische stijl uitgevoerd.

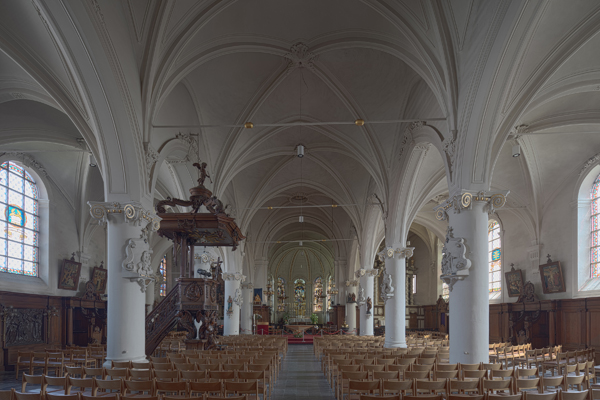
Het schip
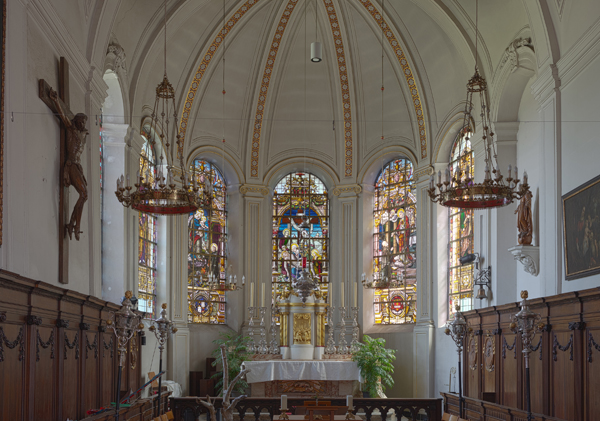
Het koor en de glasramen
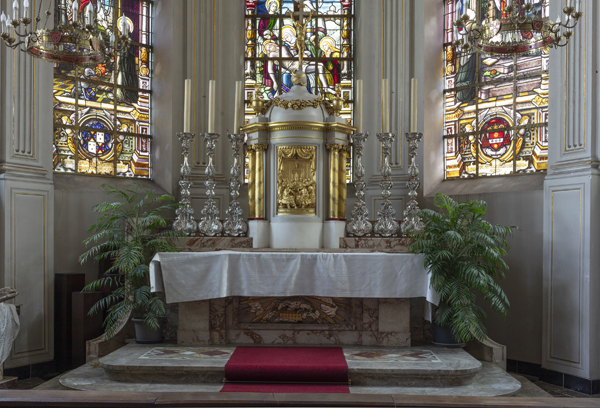
Het hoofdaltaar
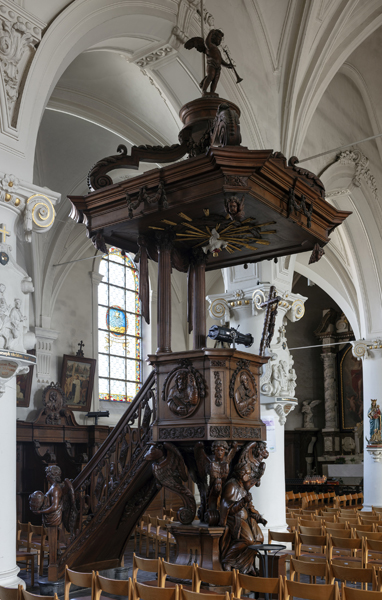
Preekstoel

## Interieur
De kerk bezit een gotisch beeldje van Maria ter Noodt van omstreeks 1500. Er is een houten Christusbeeld uit de 1e helft van de 16e eeuw en een 18e-eeuws gepolychromeerd houten beeld van Sint-Emebertus.
Het noordelijk zijaltaar is van 1631. Het heeft een doek door Gaspar de Crayer, voorstellende Maria Hemelvaart. Het zuidelijk zijaltaar is van 1645 en heeft een schilderij van Sint-Antonius, eveneens vervaardigd door Gaspar de Crayer. Er zijn twee biechtstoelen van omstreeks 1750. Het hoofdaltaar is veel recenter, namelijk van 1990.

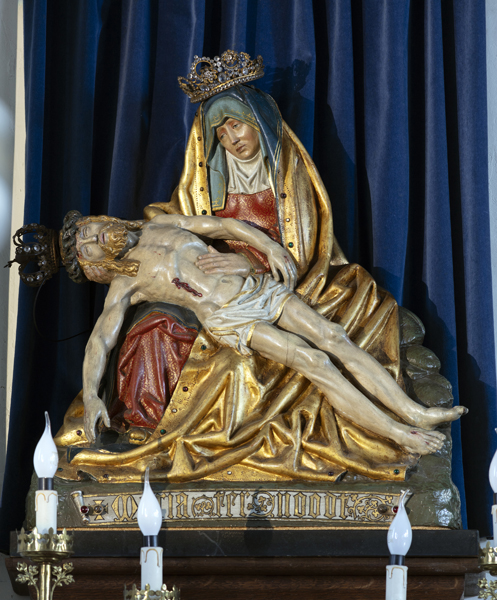
Piëta (ca. 1500)
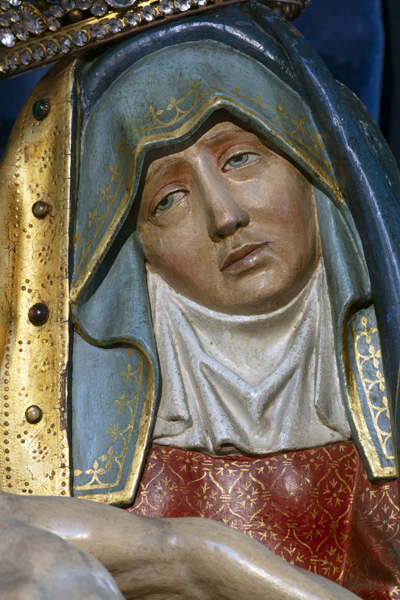
Piëta (detail)
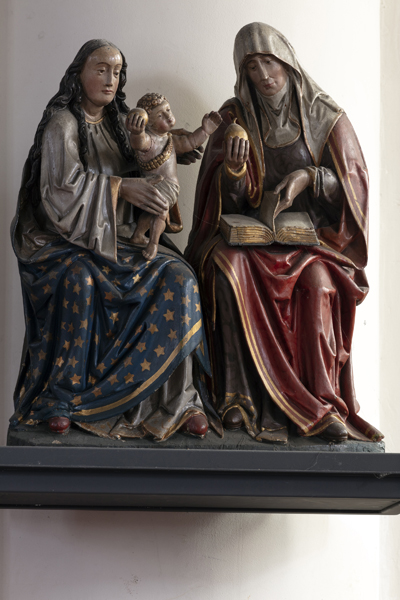
Sint Anna te Drieën
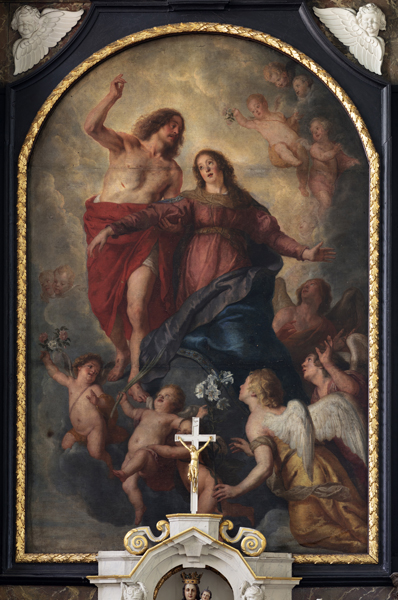
Maria Hemelvaart door Gaspar de Crayer